# Parker Bolek
Parker Bolek (Pasadena, 11 agosto 2001) è un attore statunitense conosciuto per aver interpretato il ruolo di Wade Glossner nella serie televisiva The Middle.

## Biografia
Brendan è nato a Pasadena, California. Figlio di Jim e Sharon Bolek, ha un fratello maggiore e due sorelle.
Ha iniziato a recitare all'età di 5 anni. Attualmente ha un ruolo ricorrente nella serie televisiva The Middle interpretando Wade Glossner un ragazzino che insieme ad altri ragazzi terrorizza il quartiere dove si svolgono le vicende. Ha un ruolo di co-protagonista in una prossima serie di Nickelodeon. Recentemente, ha lavorato con il regista Stephen Hopkins in Beautiful People interpretando il ruolo di un umano - meccanico. Altri lavori includono spot pubblicitari per Microsoft Bing, Nature's Own e Chevrolet's Great Baseball Moments. Inoltre, egli è apparso in diversi video musicali come Talk Radio di The Dandy Warhols e Joanna (Shut Up!) di Crazy Loop.

## Filmografia

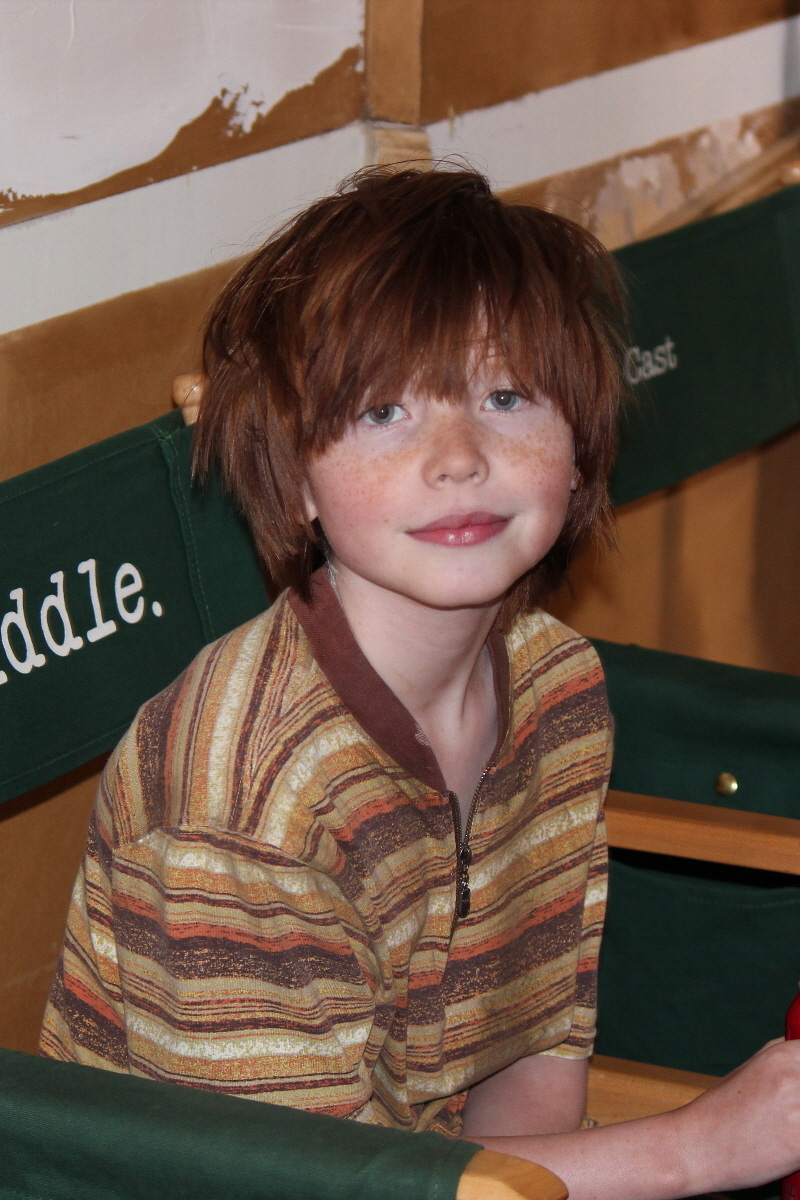
Parker Bolek sul set di The Middle.

| Anno | Titolo             | Ruolo               | Note                                   |
| ---- | ------------------ | ------------------- | -------------------------------------- |
| 2008 | Man Overboard      | Bambino sulla barca |                                        |
| 2008 | Tis Wonderful      | Bambino             | Cortometraggio                         |
| 2008 | The Swim           | Tommy               | Cortometraggio                         |
| 2008 | Fantasyland        | Harry               | Cortometraggio                         |
| 2009 | Chambers Street    | Luke                | Cortometraggio                         |
| 2009 | Fallen             | Bambino             | Cortometraggio                         |
| 2009 | Babysitters Beware | Posse               |                                        |
| 2009 | Spells             | Bambino             | Cortometraggio                         |
| 2010 | The Middle         | Wade Glossner       | 4 episodi                              |
| 2012 | Southland          | Kyle Bovill         | La cosa giusta. Stagione 4, Episodio 6 |
| 2012 | Beautiful People   | M-Path              |                                        |
| 2012 | Jedi Camp          | Camper              | The Camp Menace - Titolo originale     |
| 2013 | Wheels             | Jimmy Cole          | Post-Produzione                        |